# Sophie Dufau
Pour les articles homonymes, voir Dufau.
Sophie Dufau, née le 22 février 1960 est une journaliste française.

## Biographie
Elle a travaillé au journal Libération, aux Inrockuptibles puis au journal Mediapart. 
Elle est l'auteur de deux livres Naufrage de la psychiatrie, et Nos chères 35 heures, tous deux publiés chez Albin Michel en 2006 et 2008.